# Thematische Strategie
Die thematische Strategie ist ein modernes Politik gestaltendes Entscheidungsinstrument, welches in der Europäischen Union zur Erreichung ihrer Ziele eingesetzt wird. Thematische Strategien werden auf der Grundlage umfassenden Wissens und umfassender Konsultationen konzipiert. Sie können Konzepte (z. B. die Ausarbeitung neuer gemeinschaftlicher Rechtsvorschriften) sowie qualitative und quantitative Ziele und Zeitpläne umfassen. Durch eine umfassende Betrachtung der Probleme und der Verknüpfung mit anderen Politikbereichen enthalten die thematischen Strategien oft ein Bündel von Maßnahmen, um die angestrebten Ziele zu erreichen. Die EU verwendet für die thematischen Strategien einen standardisierten Rahmen, der drei Phasen beinhaltet:
1. Entwurf
2. Qualitätskontrolle
3. Förmliche Annahme

Das Instrument der thematischen Strategien wurde Anfang 2000 mit dem sechsten Umweltaktionsprogramm zur Erreichung der von der EU angestrebten Umweltziele eingeführt und wird seit etwa 2005 als Instrument zur Umsetzung der thematischen Programme der Europäischen Union verwendet.
Beispiele für thematische Strategien aus dem Bereich der europäischen Umweltpolitik:
| Name                                                                      | Dokument-Nr.            | Datum              | Ziel | Link   |
| ------------------------------------------------------------------------- | ----------------------- | ------------------ | --- | ------ |
| Thematische Strategie zur Luftreinhaltung                                 | KOM(2005) 446 endgültig | 21. September 2005 | Erreichen einer Luftqualität, die keine erheblichen negativen Auswirkungen auf die menschliche Gesundheit und die Umwelt hat und keine entsprechenden Gefahren verursacht. Verringerung der Emissionen von Feinstaub, Ammoniak, Stickoxide, Schwefeloxide, flüchtige organische Verbindungen (VOC) aus den Bereichen Landwirtschaft, Verkehr, Industrie sowie eine Reduzierung der Ozonkonzentration in Bodennähe bis 2020 | Online |
| Thematische Strategie zum Schutz und Erhalt der Meeresumwelt              | KOM(2005) 504 endgültig | 24. Oktober 2005   | Schutz und Wiederherstellung der Ozeane und Meere Europas sowie die Nachhaltigkeit menschlichen Handelns, damit auch künftige Generationen Ozeane und Meere genießen und nutzen können, die biologische Vielfalt bieten, dynamisch, sicher, sauber, gesund und produktiv sind | Online |
| Thematische Strategie für Abfallvermeidung und -recycling                 | KOM(2005) 666 endgültig | 21. Dezember 2005  | Abfallvermeidung und Förderung von Wiederverwendung, Recycling und Verwertung zur Milderung der Umweltauswirkungen | Online |
| Thematische Strategie für eine nachhaltige Nutzung natürlicher Ressourcen | KOM(2005) 670 endgültig | 21. Dezember 2005  | Nachhaltigere Nutzung der natürlichen Ressourcen (bessere Ressourceneffizienz) und Verringerung der negativen ökologischen Folgen der Ressourcennutzung | Online |
| Thematische Strategie für die städtische Umwelt                           | KOM(2005) 718 endgültig | 11. Januar 2006    | Verbesserung der Umweltpolitik und die Anwendung des bestehenden EU-Umweltrechts auf lokaler Ebene zu verbessern. Zu diesem Zweck sollen die kommunalen Behörden unterstützt und dazu ermutigt werden, bei der Städtepolitik nach stärker integrierten Konzepten vorzugehen | Online |